# Хмельницкий, Виталий Григорьевич
Вита́лий Григо́рьевич Хмельни́цкий (укр. Віталій Григорович Хмельницький; 12 июня 1943, Тимошевка, Запорожская область — 13 февраля 2019, Киев) — советский и украинский футболист, крайний нападающий, тренер. Мастер спорта СССР (1963). Заслуженный работник физической культуры и спорта Украины (2013).

## Биография
Футбольную карьеру начал в команде класса «Б» «Азовсталь» Жданов. В том же 1962 году по приглашению Олега Ошенкова перешёл в донецкий «Шахтёр». Именно в «Шахтёре» один из тренеров клуба, Иван Бобошко, показал Хмельницкому приём, который потом стал коронным трюком игрока — удар головой по низко летящему мячу в прыжке «рыбкой».
Через два года из-за настойчивого желания ЦСКА взять игрока в команду решил перейти в киевское «Динамо». Играл за команду в 1965—1972 годах, стал четырёхкратным чемпионом СССР.
За сборную СССР в 1965—1971 годах сыграл 20 матчей, забил 7 голов. Участник чемпионата мира 1970. На ЧМ-66 не попал, поскольку не подходил для тактических построений тренера Н. Морозова. Вместо Хмельницкого в команду взяли другого игрока киевского «Динамо» — Валерия Поркуяна.
Участник прощального матча Л. Яшина, автор первого гола сборной СССР в игре.
Работал главным тренером команды «Гранита» (Черкассы) (1973—1974) и «Кривбасса» (1978—1979). Был тренером в футбольной школе киевского «Динамо».
Известные воспитанники Хмельницкого — Сергей Заец, Юрий Дмитрулин, Илья Цымбаларь.
Умер 13 февраля 2019 года на 76-м году жизни в Киеве.
Похоронен в Киеве на участке 42-А Байкового кладбища.

## Достижения

### Командные
«Динамо» (Киев)
- Чемпион СССР (4): 1966, 1967, 1968, 1971
- Обладатель Кубка СССР: 1966

### Личные
- В списке 33 лучших футболистов сезона в СССР (6): № 1 (1968), № 2 (1969), № 3 (1964, 1965, 1966, 1971)
- Мастер спорта СССР (1963)
- Заслуженный работник физической культуры и спорта Украины (2013)